# Gamla Stockholm (bok)
Gamla Stockholm är en bok som år 1882 gavs ut av författaren August Strindberg och tidningsmannen Claës Lundin. Boken, som har undertiteln Anteckningar ur tryckta och otryckta källor, gavs ut på Joseph Seligmann & C:is förlag. 
Författarna skriver i förordet att avsikten inte var att "skriva en Stockholms stads historia" utan att "...lemna en anspråkslös krönika öfver hvad som varit mest anmärkningsvärdt i invånarnes lif och plägseder under förflutna tider, sådant detta af oss kunnat framletas ur tryckta och otryckta källor, i bibliotek och arkiv samt efter muntliga arfsägner."
Planen till boken Gamla Stockholm utarbetades av Strindberg, medan Lundin skrev huvuddelen av texten. Samarbetet mellan de båda författarna var fyllt av konflikter, som berodde på olika syn på hur arbetet med den mer än 600 sidor tjocka boken skulle bedrivas. Strindberg ville skriva populärt och koncentrerat och ansåg att Lundin, som var betydligt äldre, arbetade alltför långsamt och grundligt. Arbetet blev försenat och Lundin förklarade att ”Gamla Stockholm suger musten ur mig...A.S är omöjlig i alla avseenden...”
I boken, som är indelad i 19 kapitel, har Lundin och Strindberg samlat fakta och berättelser som bland annat beskriver liv och händelser i Stockholm, natur, kommunikationer, skolväsendet, sällskapslivet, samt sägner och skrock. Boken inleds med en av Strindberg författad skönlitterär beskrivning av en Stockholmspromenad på 1730-talet.
Claës Lundin gav år 1890 ut en uppföljande skildring av ett mer samtida Stockholm, med titeln Nya Stockholm.